# Дезерт Палмс (Калифорнија)
Дезерт Палмс (енгл. Desert Palms) насељено је место без административног статуса у америчкој савезној држави Калифорнија.

## Демографија
По попису из 2010. године број становника је 6.957.
| Група             | 2000.    | 2010.         |
| Белци             | 0 (0,0%) | 6.581 (94,6%) |
| Афроамериканци    | 0 (0,0%) | 59 (0,8%)     |
| Азијати           | 0 (0,0%) | 95 (1,4%)     |
| Хиспаноамериканци | 0 (0,0%) | 177 (2,5%)    |
| Укупно            | 0        | 6.957         |